# Wiljuisk
Wiljuisk (russisch Вилюйск, jakutisch Бүлүү/Bülüü) ist eine Stadt in der Republik Sacha (Jakutien) (Russland) mit 10.234 Einwohnern (Stand 14. Oktober 2010).

## Geographie
Die Stadt liegt in der Mitteljakutischen Niederung, etwa 535 km nordwestlich der Republikshauptstadt Jakutsk, am Fluss Wiljui, einem linken Nebenfluss der Lena.
Die Stadt Wiljuisk ist Verwaltungszentrum des gleichnamigen Rajons (Ulus).
Wiljuisk besitzt einen Flughafen und eine Anlegestelle am Wiljui.

## Geschichte
Wiljuisk entstand 1634 als Tjukansker oder Werchnewiljuisker Kosakenwinterlager. 1775 wurde die Siedlung im Rahmen der Aufteilung des Gouvernements Irkutsk in Provinzen und Woiwodschaften zu einem dem Ostrog Oljokminsk der Provinz Jakutsk zugeordneten Kommissariat. In die Gegend zur Zwangsarbeit verbannte Teilnehmer des Bauernaufstandes (1773–1775) unter Pugatschow errichteten den Ort an neuer Stelle, der daraufhin 1783 unter dem Namen Olensk (von russisch olen für Hirsch, was sich auch im heutigen Wappen widerspiegelt) Stadtrecht erhielt und zum Verwaltungszentrum des riesigen Wiljui-Kreises der Oblast Jakutsk wurde. 1821 erfolgte die Umbenennung in Wiljuisk.
Um die Wende zum 20. Jahrhundert wurde Wiljuisk erneut zum Verbannungsort, unter anderem für A. Wolski.
Der Asteroid des inneren Hauptgürtels (2890) Vilyujsk wurde anlässlich des 350-jährigen Bestehens von Wiljuisk nach der Stadt benannt.

### Bevölkerungsentwicklung
| Jahr | Einwohner |
| ---- | --------- |
| 1897 | 611       |
| 1926 | 1.334     |
| 1939 | 3.147     |
| 1959 | 4.817     |
| 1970 | 6.215     |
| 1979 | 7.108     |
| 1989 | 8.988     |
| 2002 | 9.776     |
| 2010 | 10.234    |

Anmerkung: Volkszählungsdaten

## Kultur und Sehenswürdigkeiten
Wiljuisk hat ein Heimatmuseum. In der Stadt steht ein Denkmal für den Autor Nikolai Tschernyschewski, der von 1872 bis 1883 hierher verbannt war.

## Wirtschaft
In Wiljuisk gibt es Betriebe der Holz- und Bauwirtschaft, in der Umgebung werden Viehzucht und Pelztierjagd betrieben. Im Rajon werden Erdgaslagerstätten ausgebeutet.